# Halowe Mistrzostwa Świata w Lekkoatletyce 2008 – bieg na 60 m przez płotki kobiet
Bieg na 60 m przez płotki kobiet – jedna z konkurencji rozgrywanych podczas halowych mistrzostw świata w lekkoatletyce w 2008. Eliminacje, półfinały oraz finał odbyły się 8 marca.
Do eliminacji zgłoszonych zostało 27 zawodniczek z 21 państw.
Zawody w tej konkurencji wygrała reprezentantka Stanów Zjednoczonych LoLo Jones. Drugą pozycję zajęła rodaczka triumfatorki Candice Davis, trzecią zaś reprezentująca Kubę Anay Tejeda.

## Wyniki

### Eliminacje
Źródło: 
Bieg 1
| Miejsce | Zawodniczka           | Państwo   | Wynik | Uwagi |
| ------- | --------------------- | --------- | ----- | ----- |
| 1.      | Susanna Kallur        | Szwecja   | 7,87  |       |
| 2.      | Lacena Golding-Clarke | Jamajka   | 8,01  |       |
| 3.      | Eline Berings         | Belgia    | 8,05  | NR    |
| 4.      | Angela Whyte          | Kanada    | 8,16  |       |
| 5.      | Reïna-Flor Okori      | Francja   | 8,18  |       |
| 6.      | Glory Alozie          | Hiszpania | 8,19  | SB    |
| 7.      | Esen Kızıldağ         | Turcja    | 8,33  | SB    |

Bieg 2
| Miejsce | Zawodniczka             | Państwo  | Wynik | Uwagi |
| ------- | ----------------------- | -------- | ----- | ----- |
| 1.      | Nevin Yanıt             | Turcja   | 8,09  |       |
| 2.      | Julija Kondakowa        | Rosja    | 8,13  |       |
| 3.      | Cindy Billaud           | Francja  | 8,20  |       |
| 4.      | Jauhienija Waładźko     | Białoruś | 8,27  |       |
| 5.      | Toyin Augustus          | Nigeria  | 8,46  |       |
| 6.      | Priscilla Lopes-Schliep | Kanada   | 8,66  |       |
| 7.      | Fadwa al-Bouza          | Syria    | 9,06  | SB    |

Bieg 3
| Miejsce | Zawodniczka    | Państwo           | Wynik | Uwagi |
| ------- | -------------- | ----------------- | ----- | ----- |
| 1.      | Anay Tejeda    | Kuba              | 7,93  |       |
| 2.      | Candice Davis  | Stany Zjednoczone | 8,02  |       |
| 2.      | Micol Cattaneo | Włochy            | 8,02  | PB    |
| 4.      | Miriam Bobková | Słowacja          | 8,08  |       |
| 5.      | Kia Davis      | Liberia           | 8,14  |       |
| –       | Flora Rendumi  | Grecja            | DNF   |       |

Bieg 4
| Miejsce | Zawodniczka         | Państwo           | Wynik | Uwagi |
| ------- | ------------------- | ----------------- | ----- | ----- |
| 1.      | Josephine Onyia     | Hiszpania         | 7,84  |       |
| 2.      | LoLo Jones          | Stany Zjednoczone | 7,96  |       |
| 3.      | Aleksandra Antonowa | Rosja             | 8,05  |       |
| 4.      | Sarah Claxton       | Wielka Brytania   | 8,12  |       |
| 5.      | Jewhenija Snihur    | Ukraina           | 8,16  |       |
| 6.      | Denisa Ščerbová     | Czechy            | 8,42  |       |
| 7.      | Anne Møller         | Dania             | 8,54  |       |

### Półfinały
Źródło: 
Bieg 1
| Miejsce | Zawodniczka      | Państwo           | Wynik | Uwagi |
| ------- | ---------------- | ----------------- | ----- | ----- |
| 1.      | LoLo Jones       | Stany Zjednoczone | 7,82  |       |
| 2.      | Josephine Onyia  | Hiszpania         | 8,00  |       |
| 3.      | Julija Kondakowa | Rosja             | 8,01  |       |
| 4.      | Jewhenija Snihur | Ukraina           | 8,06  | PB    |
| 5.      | Micol Cattaneo   | Włochy            | 8,10  |       |
| 6.      | Nevin Yanıt      | Turcja            | 8,19  |       |
| 7.      | Cindy Billaud    | Francja           | 8,19  |       |
| 8.      | Miriam Bobková   | Słowacja          | 8,24  |       |

Bieg 2
| Miejsce | Zawodniczka           | Państwo           | Wynik | Uwagi |
| ------- | --------------------- | ----------------- | ----- | ----- |
| 1.      | Anay Tejeda           | Kuba              | 7,96  |       |
| 2.      | Candice Davis         | Stany Zjednoczone | 7,99  |       |
| 3.      | Lacena Golding-Clarke | Jamajka           | 8,00  |       |
| 4.      | Aleksandra Antonowa   | Rosja             | 8,07  |       |
| 5.      | Sarah Claxton         | Wielka Brytania   | 8,07  | SB    |
| 6.      | Eline Berings         | Belgia            | 8,10  |       |
| 7.      | Kia Davis             | Liberia           | 8,25  |       |
| –       | Susanna Kallur        | Szwecja           | DNS   |       |

### Finał
Źródło: 
| Miejsce | Zawodniczka           | Państwo           | Wynik | Uwagi |
| ------- | --------------------- | ----------------- | ----- | ----- |
| 01 !    | LoLo Jones            | Stany Zjednoczone | 7,80  |       |
| 02 !    | Candice Davis         | Stany Zjednoczone | 7,93  |       |
| 03 !    | Anay Tejeda           | Kuba              | 7,98  |       |
| 4.      | Lacena Golding-Clarke | Jamajka           | 8,01  |       |
| 5.      | Aleksandra Antonowa   | Rosja             | 8,02  |       |
| 6.      | Jewhenija Snihur      | Ukraina           | 8,12  |       |
| 7.      | Julija Kondakowa      | Rosja             | 10,19 |       |
| 8.      | Josephine Onyia       | Hiszpania         | 43,72 |       |